# Patrick Martin (worstelaar)
Patrick Martin (Detroit (Michigan), 23 mei 1983), beter bekend als Alex Shelley, is een Amerikaans professioneel worstelaar die actief was in de Total Nonstop Action Wrestling (TNA).

## In worstelen
- Afwerking bewegingen
  - Border City Stretch (Chickenwing over the shoulder crossface)
  - Over the shoulder belly to back piledriver
  - Shellshock (Swinging reverse STO)
  - Sliced Bread #2
  - Underarm snap STO

- Kenmerkende bewegingen
  - Backpack stunner
  - Dragon suplex
  - Frog splash
  - It Came From Japan
  - It Came From Japan II
  - Modified dragon sleeper
  - Running double knee strike to an opponent in the corner
  - Running single knee facebreaker
  - Senton
  - Shining wizard
  - Superkick
  - Swinging fisherman suplex

- Managers
  - Goldy Locks
  - Prince Nana
  - Daizee Haze
  - Kevin Nash
  - Chris Sabin

## Prestaties
- All American Wrestling
  - AAW Tag Team Championship (1 keer met Chris Sabin)

- Border City Wrestling
  - BCW Can-Am Television Championship (1 keer)

- Combat Zone Wrestling
  - CZW World Junior Heavyweight Championship (1 keer)

- Consejo Mundial de Lucha Libre
  - Junior Grand Prix (2008)

- Great Lakes Wrestling
  - GLW Cruiserweight Championship (1 keer)

- Insane Wrestling Federation
  - IWF Cruiserweight Championship (1 keer)

- Maryland Championship Wrestling
  - MCW Cruiserweight Championship (1 keer)

- New Japan Pro Wrestling
  - IWGP Junior Heavyweight Tag Team Championship (1 keer met Chris Sabin)

- NWA Midwest
  - NWA Midwest X Division Championship (1 keer)

- Ontario Championship Wrestling
  - OCW Tag Team Championship (1 keer met R.C. Cross)

- Pro Wrestling Illustrated
  - PWI Tag Team of the Year (2010) met Chris Sabin

- Pro Wrestling Zero1-Max
  - NWA International Lightweight Tag Team Championship (1 keer met Chris Sabin)
  - Zero1-Max United States Openweight Championship (1 keer)

- Ring of Honor
  - Trios Tournament (2006) - met Jimmy Rave en Abyss)

- Total Nonstop Action Wrestling
  - TNA X Division Championship (1 keer)
  - TNA World Tag Team Championship (1 keer met Chris Sabin)
  - Chris Candido Memorial Tag Team Tournament – met Sean Waltman
  - Paparazzi Championship Series
  - TNA World X Cup (2006) – met Chris Sabin, Sonjay Dutt en Jay Lethal

- UWA Hardcore Wrestling
  - UWA Lightweight Championship (2 keer)

- westside Xtreme wrestling
  - wXw World Heavyweight Championship (2 keer)

- Wrestling Observer Newsletter awards
  - Worst Worked Match of the Year (2006)

- Xtreme Intense Championship Wrestling
  - XICW Cruiserweight Championship (1 keer)
  - XICW Tag Team Championship (1 keer met Jaimy Coxxx)